# Korupční skandál v italské lize 2006
Korupční skandál v italské lize byl odhalen v květnu 2006 na základě policejních odposlechů telefonních hovorů a týkal se ovlivňování výsledků utkání v nejvyšší italské fotbalové soutěži Serii A. Kromě toho bylo vyšetřováno také několik fotbalistů za nelegální sázení na výsledky fotbalových utkání.
Do skandálu byly zapleteny italské velkokluby Juventus Turín (vítěz posledního ročníku), AC Milán, Fiorentina a Lazio Řím.
V italštině byl tento skandál médii nazván Calciopoli (do češtiny lze volně přeložit jako Úplatkov).

## Obvinění
Skandál vyšel najevo v souvislosti s vyšetřováním dopingu v Juventusu. Státní zástupce v Turíně nařídil odposlechy funkcionářů tohoto velkoklubu. Nahrávky telefonních hovorů generálního manažera Juventusu Luciana Moggiho s několika lidmi, působícími v italském fotbale, během sezóny 2004/05, které uveřejnila i italská média, prozradily, že došlo k nedovolenému ovlivňování zápasů, nelegálnímu sázení a falšování účetních záznamů.
Z údajného ovlivňování zápasů bylo vyšetřováno několik významných klubů včetně Juventusu, AC Milán, Fiorentiny a Lazia. Podle odposlechů Moggi hovořil mimo jiné s těmito lidmi:
- místopředseda komise rozhodčích UEFA Pierluigi Pairetto – Moggi na něj naléhal, aby na utkání nominoval rozhodčí ve prospěch Juventusu,
- bývalý italský ministr vnitra Giuseppe Pisanu – Moggi po něm požadoval, aby neodkládal zápasy kvůli nemoci papeže Jana Pavla II., zejména zápas, ve kterém by Fiorentině chyběli čtyři hráči,
- trenér Juventusu a italské reprezentace Marcello Lippi – Moggi ho vyzýval, aby do reprezentace nominoval hráče zastupované agenturou GEA World, jejímž vlastníkem je Moggiho syn Alessandro.

Brankář italské reprezentace a Juventusu Gianluigi Buffon byl vyšetřován kvůli nelegálnímu sázení na výsledky fotbalových zápasů.
Italský rozhodčí Massimo De Santis, původně nominovaný na Mistrovství světa 2006, byl Italskou fotbalovou federací odvolán poté, kdy se stal objektem zájmu vyšetřovatelů. (Italský rozhodčí Roberto Rosetti zůstal skandálem nedotčen a byl na mistrovství jedním z 21 hlavních rozhodčích.)
Vypuknutí skandálu zároveň upozornilo na možné střety zájmů v italském fotbalu. Adriano Galliani, viceprezident a generální ředitel AC Milán, je současně prezidentem Serie A, italské nejvyšší fotbalové soutěže, kterou jeho klub hraje.
V souvislosti s vyšetřováním korupce a podvodů spáchaných majiteli, manažery, hráči, rozhodčími a ligovými funkcionáři rezignoval po 26 letech uvádění nejsledovanější italské televizní fotbalové show její moderátor Aldo Biscardi, když se ukázalo, že výběrem hostů, analyzovaných zápasů a dokonce ovlivňováním diváckého hlasování spolupracoval s generálním manažerem Juventusu Moggim na zlepšování obrazu Juventusu v televizi.
Celkově vyšetřovatelé v Neapoli prošetřovali 41 osob a prověřovali 19 zápasů Serie A v sezóně 2004/05 a 14 v sezóně 2005/06. Státní zástupci v Turíně vyšetřovali předsedu Juventusu Antonia Girauda kvůli přestupům, účetním podvodům a daňovým únikům. Vyšetřovatelé v Parmě stále prověřují reprezentačního brankáře Gianluigiho Buffona, Enza Marescu a již neaktivní hráče Antonia Chimentiho a Marka Iulianiho kvůli nedovolenému sázení na zápasy Serie A.

## Následky
Dne 8. května 2006 na svou funkci rezignoval prezident Italské fotbalové federace (FIGC) Franco Carraro, odpovědný za složení národního týmu pro mistrovství světa.
11. května odstoupila celá správní rada Juventusu, Moggi rezignoval krátce poté, kdy Juventus 14. května získal titul mistra Serie A. Hodnota akcií Juventusu na italské burze klesla mezi 9. a 19. květnem o polovinu.
Dne 16. května 2006 FIGC zahájila řízení, zvláštním komisařem byl jmenován Guido Rossi. Dne 19. května 2006 byl prozatímním ředitelem Juventusu jmenován Carlo Sant'Albano. Následně Rossi ustanovil bývalého soudce Francesca Saveria Borrelliho jako hlavního vyšetřovatele skandálu.
Dne 6. června 2006 FIGC odvolala účast italského fotbalu v Poháru Intertoto, protože do uzávěrky 5. června nebyl uplynulý ročník Serie A uzavřen. Klub Palermo následkem toho přišel o účast ve třetím kole.
Dne 4. července 2006 vyšetřovatel Italské fotbalové federace požadoval jako trest pro všechny čtyři kluby obviněné z účasti na korupčním skandálu vyřazení ze Serie A. Stefano Palazzi požadoval, aby Juventus sestoupil nejméně o dvě soutěže níže, AC Milán, Fiorentina a Lazio o jednu soutěž níže. Žádal také odečtení 6 bodů Juventusu, 3 bodů AC Milán a 15 bodů Fiorentiny a Lazia. Vyšetřovatel rovněž požadoval, aby Juventusu byly odebrány tituly z let 2005 a 2006.

## Vynesené tresty
Disciplinární fotbalový tribunál vynesl svůj ortel nad zúčastněnými kluby a funkcionáři 14. července 2006.
- Juventus sestupuje do druhé ligy (Serie B), kde mu v sezóně 2006/07 bude odečteno 30 bodů. Přijde o poslední dva tituly (2004/05, 2005/06) a nezúčastní se Ligy mistrů 2006/07.
- Lazio sestupuje do Serie B, v sezóně 2006/07 mu bude odečteno 7 bodů. Nezúčastní se Poháru UEFA 2006/07.
- Fiorentina sestupuje do Serie B, v sezóně 2006/07 jí bude odečteno 12 bodů. Nezúčastní se Ligy mistrů 2006/07.
- AC Milán v Serii A zůstává, ale v sezóně 2006/07 mu bude odečteno 15 bodů. Ve skončeném ročníku 2005/06 bylo klubu dodatečně odečteno 44 bodů, což jej posouvá na pozici, která vylučuje účast v Lize mistrů 2006/07.
- Až pětileté zákazy činnosti v italském fotbale a pokuty byly uděleny 19 klubovým a svazovým funkcionářům, rozhodčím a delegátům.

Krátce po vynesení rozsudku se kluby ohradily proti tvrdosti trestů a prohlásily, že se odvolají. V takovém případě musely být verdikty vyneseny nejpozději 26. července (prodlouženo z původního 25. července), kdy měla Itálie oznámit, které kluby se účastní nadcházejícího ročníku evropských pohárových soutěží. Odvolací tribunál 26. července 2006 změnil původní verdikty takto:
- Juventus sestupuje do Serie B, ale v sezóně 2006/07 mu bude odečteno jen 17 bodů.
- Lazio a Fiorentina zůstávají v Serii A, ale v sezóně 2006/07 jim bude odečteno více bodů než podle původního verdiktu: Laziu 11, Fiorentině 19 bodů.
- AC Milán bude v sezóně 2006/07 odečteno jen 8 bodů. Za sezónu 2005/06 bylo klubu zpětně odebráno jen 30 bodů, mohl tak nastoupit do kvalifikace o Ligu mistrů (tu pak původně vyloučený klub paradoxně vyhrál).

Jako vítěz sezóny 2005/06 byl oficiálně prohlášen Inter Milán.
Juventus oznámil, že se proti verdiktu odvolá k italskému civilnímu soudu. To by mohlo znamenat další tresty pro italské kluby i Italskou fotbalovou federaci ze strany FIFA, protože FIFA odmítá zásahy státních orgánů do fotbalové administrativy1 a i v tomto případě pohrozila suspendováním Italské fotbalové federace. Slyšení u soudu bylo naplánováno na 1. září, Juventus stáhl své odvolání 31. srpna s tím, že Italská fotbalová federace i Italský olympijský výbor (CONI) ukázaly dobrou vůli k přezkoumání případu u arbitráže CONI.
Dne 26. října 2006 byl vynesen nový verdikt, který snížil bodové penalizace v sezóně 2006/07 na 3 body pro Lazio, 9 bodů pro Juventus a 15 bodů pro Fiorentinu.
V historii italského fotbalu již došlo k nucenému sestupu do nižší soutěže za ovlivňování zápasů v roce 1980, kdy byly přeřazením do Serie B potrestány kluby AC Milán a Lazio.
^ ad 1 V červenci 2006 FIFA suspendovala Řeckou fotbalovou federaci kvůli návrhu zákona, který by v Řecku umožnil státní dohled nad fotbalem, po čtyřech dnech řecká vláda návrh zákona upravila tak, aby vyhovoval statutu FIFA, která následně své rozhodnutí zrušila.

## Následky trestů
Důsledkem vyřazení tří klubů ze Serie A byla původně záchrana tří nejslabších, a tedy podle pravidel sestupujících týmů Messiny, Lecce a Trevisa. Odvolací verdikt, že Lazio a Fiorentina v nejvyšší soutěži zůstávají, znamenal záchranu v Serii A pouze pro Messinu.
Čtyři místa pro italské kluby v Lize mistrů 2006/07 připadla Interu Milán, AS Řím (hlavní soutěž), Chievu a AC Milán (třetí předkolo; účast AC Milán byla ze strany UEFA potvrzena po odvolacím verdiktu FIGC). Účast v prvním kole Poháru UEFA připadla Palermu, Livornu a Parmě.

### Vliv trestů na ročník 2006/07
Juventus se i s devítibodovou penalizací stal vítězem ročníku 2006/07 Serie B a již po 39. kole si zajistil návrat do Serie A.
V Serii A obsadilo Lazio 3. místo, AC Milán 4. místo a Fiorentina 6. místo. Tato umístění znamenají účast v evropských pohárech v sezóně 2007/08.
AC Milán, přestože podle původního verdiktu neměl do evropských pohárů vůbec nastoupit, se stal vítězem Ligy mistrů 2006/07 a jako obhájce trofeje má zajištěn přímý postup do základní skupiny v ročníku 2007/08, přestože jako čtvrtý nejlepší tým Serie A by jinak hrál 3. předkolo.